# 다비드 푸스테르
다비드 푸스테르 토리호스(스페인어: David Fuster Torrijos, 1982년 2월 3일, 발렌시아 지방 올리바 ~)는 스페인의 전 프로 축구 선수로, 포지션은 공격형 미드필더, 공격수이다.

## 축구 경력

### 비야레알
푸스테르는 발렌시아 지방 올리바 출신이다. 그는 22세의 나이에 고향 클럽에서 비야레알로 이적하였으나, 4년 동안 구단의 리저브팀에서만 활약하였고, 팀이 2006-07 시즌에 3부 리그로 승격되게 도왔다.
2008년, 푸스테르는 이웃하는 구단 엘체로 바이백 조항이 붙은채 매각되었다. 2008-09 시즌동안 세군다 디비시온에서의 맹활약 후, 그는 13골로 구단내 득점 1위이자 리그 득점 공동 10위를 차지하였고, 비야레알은 그를 €500,000에 재영입하였다. 그는 클럽 첫 시즌에 상대적으로 많은 출전 기회를 보장받았고, 2-3으로 패한 세비야와의 2009년 11월 8일 원정 경기에서 클럽 1호골을 득점하였다. 2010년 1월 2일, 그는 라 리가와 UEFA 챔피언스리그 우승팀 바르셀로나와의 경기에서 또 득점에 성공하였고, 경기는 1-1 무승부로 끝났다.

### 올림피아코스
2010년 8월 말, 28세의 푸스테르는 그리스의 올림피아코스로 €1.5M에 이적하였고, 전 비야레알 동료였던 아리엘 이바가사와 에르네스토 발베르데 감독과 재회하였다. 첫 시즌에 그는 리그 우승과 컵대회 8강을 이루어냈고, 득점 3위와 최장 출전 시간 기록도 냈다.
2011년 9월 28일, 푸스테르는 1-2로 패한 아스널과의 원정 경기에서 첫 챔피언스리그 득점을 기록하였다. 그는 아스널과 재회한 홈경기에서도 골을 넣었고, 이번에는 팀이 3-1로 이겼으나, 피레아스 연고의 팀은 조별 리그에서 3위를 차지해 UEFA 유로파리그로 "이동"해야만 했다. 루빈 카잔과의 유로파리그 32강 원정 경기에서, 그는 후반전에 결승골을 넣어 팀의 1-0 승리를 견인 (합계 2-0) 하였다. 다음 라운드에서 그는 메탈리스트 하르키우를 상대로 1차전 원정 경기에서 1-0 결승골을 추가하였으나, 피레아스에서 열린 2차전에서 90분 풀타임 활약에도 불구하고 1-2로 패하여 다음 라운드 진출이 좌절되었고, 대회를 4골, 팀내 득점 1위로 마쳤다.
2012년 4월 28일, 그리스 컵 2011-12 시즌 결승전에서, 푸스테르는 막판 교체로 나가 바실리스 토로시디스의 어시스트를 받아 아트로미토스를 상대로 2-1 결승골을 뽑아내었다. 그러나 레오나르두 자르딩이 사령탑을 맡은 2012-13 시즌, 그는 기량 하락으로 거전하였고, 2달간 부상으로 결장하기도 하였다. 복귀 시점에 자르딩의 자리는 미첼이 가져갔고, 같은 국적의 감독 지휘 하에 다시 자신감을 보였다.
2013년 4월 7일, 푸스테르는 플라타니아스와의 경기에서 자신의 3호골이자 시즌 마지막골을 성공시켰고, 올림피아코스는 리그 3연패를 달성하였다. 이듬해 3월 15일, 그는 판트라키코스를 상대로 홈에서 2-0 추가골을 또 집어넣었고, 팀이 리그 최강임을 재확인했다.

## 수상
올림피아코스
- 수페르리가 엘라다: 2010–11, 2011–12, 2012–13, 2013–14, 2014–15, 2015–16
- 그리스 컵: 2011–12, 2012–13, 2014–15, 준우승 2015–16

헤타페
- 세군다 디비시온 2016-2017: 3위 - 플레이오프 라리가 승격

## 클럽 통계
2017년 6월 17일 기준
| 클럽         | 시즌      | 리그 | 리그 | 컵   | 컵 | 대륙A | 대륙A | 합계 | 합계 |
| 클럽         | 시즌      | 출장 | 골   | 출장 | 골 | 출장  | 골    | 출장 | 골   |
| ------------ | --------- | ---- | ---- | ---- | -- | ----- | ----- | ---- | ---- |
| 엘체         | 2008–09   | 36   | 13   | –    | –  | –     | –     | 36   | 13   |
| 엘체         | 합계      | 36   | 13   | –    | –  | –     | –     | 36   | 13   |
| 비야레알     | 2009–10   | 22   | 3    | 2    | 0  | 4     | 0     | 28   | 3    |
| 비야레알     | 합계      | 22   | 3    | 2    | 0  | 4     | 0     | 28   | 3    |
| 올림피아코스 | 2010–11   | 29   | 13   | 2    | 0  | –     | –     | 31   | 13   |
| 올림피아코스 | 2011–12   | 20   | 4    | 6    | 2  | 8     | 4     | 34   | 10   |
| 올림피아코스 | 2012–13   | 18   | 3    | 6    | 3  | 6     | 0     | 30   | 6    |
| 올림피아코스 | 2013–14   | 21   | 4    | 5    | 1  | 8     | 0     | 34   | 5    |
| 올림피아코스 | 2014–15   | 13   | 2    | 6    | 1  | 5     | 1     | 24   | 4    |
| 올림피아코스 | 2015–16   | 10   | 3    | 6    | 4  | 0     | 0     | 16   | 7    |
| 올림피아코스 | 합계      | 111  | 29   | 31   | 11 | 27    | 5     | 169  | 45   |
| 헤타페       | 2016–17   | 22   | 1    | 1    | 0  | 0     | 0     | 23   | 1    |
| 헤타페       | 합계      | 22   | 1    | 1    | 0  | 0     | 0     | 23   | 1    |
| 경력 합계    | 경력 합계 | 191  | 46   | 34   | 11 | 31    | 5     | 256  | 62   |

## 참고
A UEFA 챔피언스리그, UEFA 유로파리그 경기 포함